# كوسيإي كيتاأتشي
كوسيإي كيتاأُتشي (باليابانية: 北内 耕成) (25 أبريل 1974 في كوتشي في اليابان – )؛ هو لاعب كرة قدم ياباني سابق كان يلعب كلاعب وسط.

## وصلات خارجية
- كوسيإي كيتاأتشي على موقع رابطة كرة القدم اليابانية للمحترفين (اليابانية)